# Lucas Batista Silva
Lucas Batista Silva (Curitiba, 5 de janeiro de 2001) é um jogador de voleibol profissional brasileiro que atua na posição de central.

## Carreira
Em 2015, já atuando como líbero estava vinculado ao Círculo Militar/Dom Bosco, mesmo ano que foi convocado para seletiva da Seleção Paranaense na categoria infantojuvenil, visando o Campeonato Brasileiro de Seleções em Saquarema, sendo convocado para esta competição pelo técnico Ricardo Muniz Bientinez, e neste mesmo ano foi indicado ao prêmio dos melhores do ano pela Federação Paranaense de Voleibol na categoria Sub-18 masculino. No ano de 2016, em vista do Campeonato Brasileiro de Seleções em Saquarema, categoria infantojuvenil, foi novamente convocado para seleção paranaense, desta vez, pelo técnico Ronei Magalhães Cucio.
Em 2016, jogou pelo Instituto Suzano de Ação e Inclusão Social.Em 2016 disputou a edição do Campeonato Sul-Americano Infantojuvenil sediado em Lima, no Peru, e finalizou com a medalha de prata
Na temporada de 2018-19 foi para o Lavras Vôlei obtendo o terceiro lugar no Campeonato Mineiro de 2018 e vice-campeonato na Superliga Brasileira C e terminou na quarta posição na Superliga Brasileira B de 2019.Em 2019, foi convocado para seleção paranaense juvenil, retornou a temporada 2019-20 para o Sada Cruzeiro, temporada cancelada pela pandemia de Covid-19. No período seguinte, transferiu-se para o Tijuca/Zinzane e conquistou o título do Campeonato Carioca de 2020, venceu todas as partidas da série sediada no Rio de Janeiro(grupo 5), válida pela Superliga Brasileira C 2020 o clube alcançou a promoção a Série B.
Nas jornadas de 2020-21 e 2021-22, foi atleta do Anápolis Vôlei e conquistou o terceiro lugar na Superliga Brasileira B de 2021, o Goiás Esporte Clube uniu-se ao Anápolis Vôlei, conquistou o título do Campeonato Goiano de 2021, e herdou a vaga após a desistência do Juiz de Fora para a Superliga Brasileira A 2021-22, finalizando na décima primeira posição.
Na temporada 2022-23 foi contratado pelo Café Vasconcelos/Araguari Vôlei e conquistou a medalha de bronze no Campeonato Sul-Americano de Clubes de 2023 realizado em Araguari e foi premiado como melhor ponteiro do campeonato.. Na 2023-24, retornou ao Sada Cruzeiro,  conquistou o título da Supercopa Brasileira de 2024 e do Campeonato Mundial de Clubes de 2024 realizado em Uberlândia.

## Títulos e resultados
- Superliga Brasileira A: 2016-17, 2017-18
- Superliga Brasileira-Série C:2021
- Supercopa Brasileira 2017
- Supercopa Brasileira 2023
- Copa Brasil:2018, 2024
- Campeonato Mineiro:2017, 2023
- Campeonato Carioca:2020
- Campeonato Goiano:2021